# Otto zu Windisch-Graetz

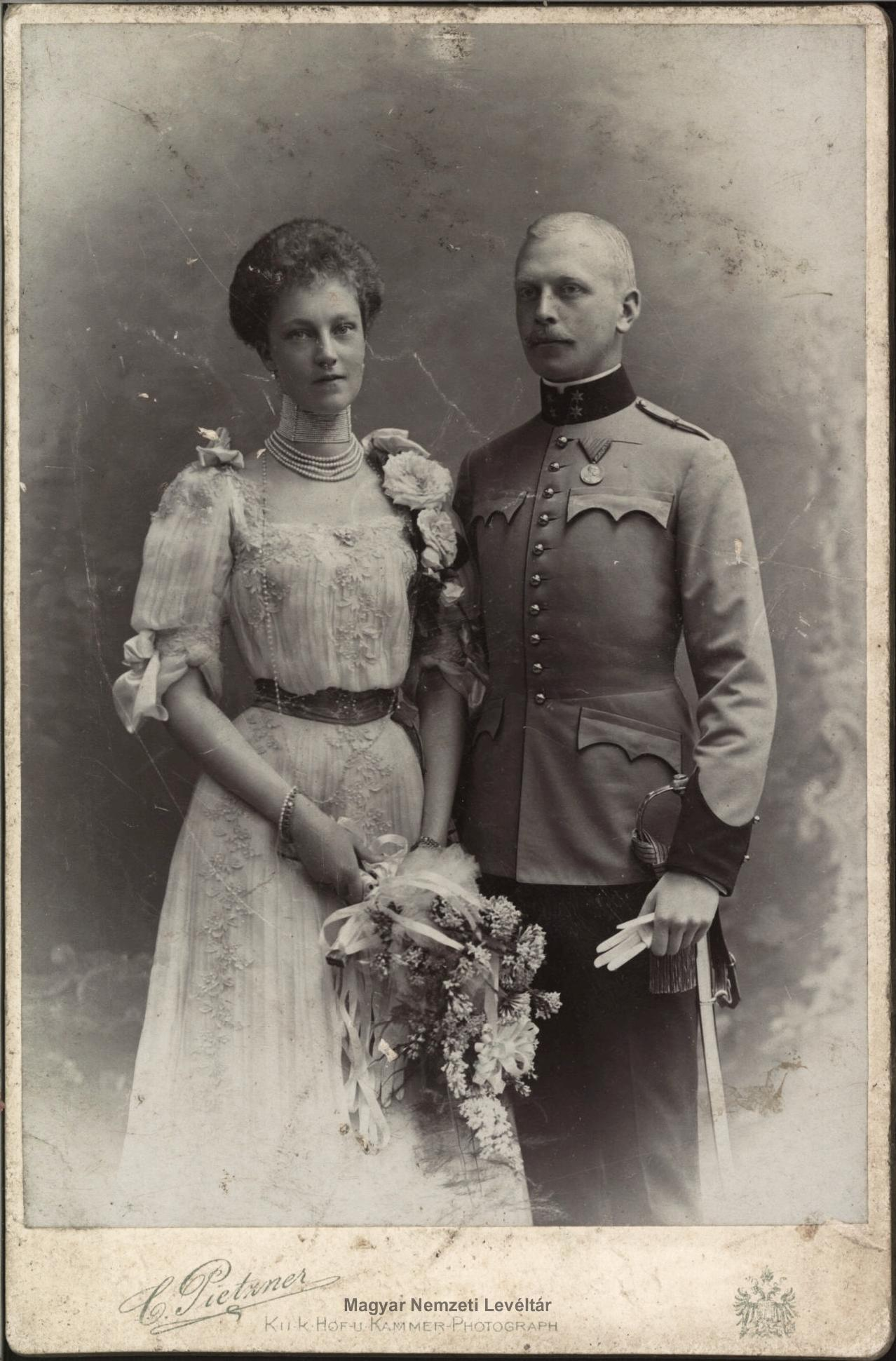
Huwelijksportret van Otto zu Windisch-Graetz en aartshertogin Elisabeth Marie van Oostenrijk

Vorst (vóór 1902 prins) Otto zu Windisch-Graetz (Graz, 7 oktober 1873 — Lugano, 27 december 1952) was een Oostenrijks edelman, die getrouwd was met aartshertogin Elisabeth Marie van Oostenrijk. Na de Eerste Wereldoorlog werd hij een Joegoslavisch staatsburger, waardoor hij niet onderworpen was aan de Oostenrijkse adelopheffingswet van april 1919.

## Biografie
Hij stamde uit het adelsgeslacht Windisch-Graetz en was de tweede zoon van prins Ernst zu Windisch-Graetz (1827-1918) en prinses Kamilla zu Oettingen-Oettingen und Oettingen-Spielberg (1845-1888). In 1891 trad hij als leerling toe toe de k.u.k. cavaleriecadettenschool in Mährisch Weißkirchen, waar hij na twee jaar met matig succes afstudeerde. Van 1894 tot 1895 studeerde hij aan de brigade-officiersschool in Olmütz en werd op 1 mei 1895 tot (tweede) luitenant bevorderd. Na twee jaar in Brünn te zijn gestationeerd, werd hij tot eerste luitenant bevorderd. Hierna trad hij toe tot de Krijgsschool, waar hij in 1901 afstudeerde. Tijdens de Eerste Wereldoorlog voerde hij het bevel over een bataljon Tiroler Jäger.
In september 1900 werd aartshertogin Elisabeth Marie van Oostenrijk, de dochter van voormalig kroonprins Rudolf van Oostenrijk en Stefanie van België, verliefd op Otto. Deze laatste was evenwel niet helemaal ebenbürtig aan de aartshertogin, omdat hij "slechts" uit de gemediatiseerde adel stamde. De keizer stemde uiteindelijk met een huwelijk in en verhief Otto zu Windisch-Graetz in 1902 in de vorstenstand, terwijl Elisabeth Marie afstand moest doen van iedere aanspraak op de Oostenrijks-Hongaarse troon. Hun ongelukkige huwelijk leidde tot een echtscheiding na de Eerste Wereldoorlog. Stephanie zu Windisch-Graetz (1909-2005) was het vierde kind en de eerste dochter uit dit huwelijk.
Otto was een uitstekend ruiter en een goed zwemmer, turner en schermer. In 1911 werd hij voorzitter van de Oostenrijkse sportbond en lid van het Internationaal Olympisch Comité. Omwille van Oostenrijks rol in de Eerste Wereldoorlog werd zijn lidmaatschap echter opgezegd. Na de Eerste Wereldoorlog werd hij echter Joegoslavisch staatsburger en woonde hij op een landgoed bij Bled dat hij van de Joegoslavische koning had verworven. De Tweede Wereldoorlog bracht hij door met zijn zus Marie Eleonore, in hun paleis in Bohemen. Na afloop van de oorlog verhuisden beiden naar Lausanne in Zwitserland. Hij stief in 1952 in Lugano.